# Young Artist Awards 2015
Die Young Artist Awards 2015 wurden von der Young Artist Foundation, einer 1979 gegründeten Non-Profit-Organisation, am 15. Mai 2015 im Empire Ballroom des Sportsmen’s Lodge, einem Hotel in Studio City, Los Angeles, vergeben. Es ist die 36. Verleihung der Awards seit der ersten Verleihung im Jahre 1979. Die Auszeichnung wurde in insgesamt 49 Kategorien für herausragende Leistungen von jungen Schauspielern und Schauspielerinnen in den Bereichen Film, Fernsehen und Theater verliehen.

## Preisträger und Nominierte im Bereich Film

### Bester Hauptdarsteller in einem Spielfilm
- Reese Hartwig – Earth to Echo – Ein Abenteuer so groß wie das Universum (Earth to Echo) 
  - Nathan Gamble – Mein Freund, der Delfin 2 (Dolphin Tale 2)
  - Ed Oxenbould – Die Coopers – Schlimmer geht immer (Alexander and the Terrible, Horrible, No Good, Very Bad Day)

### Beste Hauptdarstellerin in einem Spielfilm
- Quvenzhané Wallis – Annie – Marcy Media
  - Elle Fanning – Maleficent
  - Cozi Zuehlsdorff – Mein Freund, der Delfin 2 (Dolphin Tale 2)

### Bester Nebendarsteller in einem Spielfilm
- John Paul Ruttan – RoboCop 
  - Carson Bolde – Godzilla
  - Max Charles – The Amazing Spider-Man 2: Rise of Electro (The Amazing Spider-Man 2)
  - Daniel Huttlestone – Into the Woods
  - Aidan McGraw – American Sniper

### Beste Nebendarstellerin in einem Spielfilm
- Lilla Crawford – Into the Woods – Walt Disney Studios
  - Mackenzie Foy – Interstellar
  - Emma Fuhrmann – Urlaubsreif (Blended)
  - Madeleine McGraw – American Sniper

### Bestes Ensemble in einem Spielfilm
- Braxton Beckham, Emma Fuhrmann, Alyvia Alyn Lind, Kyle Red Silverstein, Bella Thorne –  Urlaubsreif (Blended) 
  - Kerris Dorsey, Dylan Minnette, Ed Oxenbould – Die Coopers – Schlimmer geht immer (Alexander and the Terrible, Horrible, No Good, Very Bad Day)

### Bester Darsteller in einem DVD-Film
- Mandalynn Carlson – Small Town Santa
  - Jet Jurgensmeyer – The Little Rascals Save the Day
  - John Paul Ruttan – Shelby: The Dog Who Saved Christmas

## Preisträger und Nominierte im Bereich Kurzfilm

### Bester Hauptdarsteller in einem Kurzfilm (Alter 16–21)
- Christian Hutcherson – And Then We Laugh
  - Connor Beardmore – In Need of Caffeine – VBC
  - Peter Bundic – The Dating Journal
  - Jadon Clews – Kemosabe
  - Joshua Costea – The Dating Journal

### Beste Hauptdarstellerin in einem Kurzfilm (Alter 16–21)
- Katelyn Mager – Discovered
- Sofie Uretsky – Clinch 
  - Janette Bundic – The Dating Journal
  - Jeri Leader – The Spiked Watermelon
  - Abigail Wolff – The Watchers: The Darkness Outside

### Bester Hauptdarsteller in einem Kurzfilm (unter 10 Jahren)
- Blaze Tucker – Make It Rain
  - Devan Cohen – Behind the Door
  - Richard Davis – Brothers
  - Joshua Kaufman – Steel
  - David Raynolds – Albert
  - Jonah Wineberg – Family Business

### Beste Hauptdarstellerin in einem Kurzfilm (unter 10 Jahren)
- Emily Delahunty – My Mom is an Alien
  - Carla Costea – Molly
  - Maia Costea – The Battle
  - Alyssa Cross – When Fish Fly
  - Peyton Kennedy – Dorsal
  - Madeline Lupi – Milkshake
  - Isabella Piombini – At the Doctor’s
  - Cadence Schuster – Florence and the Fish
  - Katie Silverman – Rawhead and Bloodybones

## Preisträger und Nominierte im Bereich Fernsehen

### Bester Hauptdarsteller in einem Fernsehfilm, Miniserie, Special oder Pilotfilm
- Samuel Patrick Chu – Ferngesteuert (Zapped)
  - Joey Luthman – Finders Keepers
  - Donnie MacNeil – Ferngesteuert (Zapped)
  - Christian Martyn – The Christmas Parade
  - Ty Parker – Bambi Cottages

### Beste Hauptdarstellerin in einem Fernsehfilm, Miniserie, Special oder Pilotfilm
- Emilia McCarthy – Ferngesteuert (Zapped)
  - Olivia Steele-Falconer – The Tree That Saved Christmas
  - Jennifer Jolliff – It Only Happens with Rose
  - Jordyn Ashley Olson – The Christmas Shepherd
  - Tiera Skovbye – The Unauthorized Saved by the Bell Story

### Bester Hauptdarsteller in einem Fernsehfilm, Miniserie, Special oder Pilotfilm (unter 13 jahren)
- Darien Provost – The Town That Came A-Courtin
  - John Alyn – Peter Pan Live!
  - Jake Lucas – Peter Pan Live!
  - Valin Shinyei – Along Came a Nanny

### Beste Hauptdarstellerin in einem Fernsehfilm, Miniserie, Special oder Pilotfilm (unter 11 Jahren)
- Sydney Mikayla – The Gabby Douglas Story
  - Jaeda Lily Miller – The Christmas Secret
  - Gracyn Shinyei – A Cookie Cutter Christmas
  - Jena Skodje – Along Came a Nanny
  - Alissa Skovbye – Das Weihnachts-Chaos (One Christmas Eve)

### Bester Hauptdarsteller in einer Fernsehserie
- Kolton Stewart – Die Spielzeugfabrik (Some Assembly Required)
- Benjamin Stockham – About A Boy
  - Max Burkholder – Parenthood
  - Lyle Lettau – Degrassi: The Next Generation

### Beste Hauptdarstellerin in einer Fernsehserie
- Paris Smith – Emma, einfach magisch! (Every Witch Way)
  - Dalila Bela – Odd Squad – Junge Agenten retten die Wel (Odd Squad)
  - Millie Davis – Odd Squad – Junge Agenten retten die Wel (Odd Squad)
  - Addison Holley – Annedroids
  - Emilia McCarthy – Max & Shred

### Bester Nebendarsteller in einer Fernsehserie
- Evan & Ryder Londo – Sons of Anarchy
- Eric Osborne – Degrassi: The Next Generation
  - Miles Brown – Black-ish
  - Pierce Gagnon – Extant
  - Keidrich Sellati – The Americans

### Beste Nebendarstellerin in Fernsehserie
- Holly Taylor – The Americans
  - Adrianna Di Liello – Annedroids
  - Marsai Martin – Black-ish
  - Savannah Paige Rae – Parenthood

### Bester Gastdarsteller in einer Fernsehserie (Alter 15–21)
- Joey Luthman – Die Goldbergs (The Goldbergs)
  - Nicholas Azarian – The McCarthys
  - Samuel Patrick Chu – R. L. Stine’s The Haunting Hour (The Haunting Hour: The Series)
  - Jake Elliott – Ray Donovan
  - Dalton E. Gray – American Horror Story: Freak Show
  - Zachary Mitchell – Girl Meets World

### Beste Gastdarstellerin in einer Fernsehserie (Alter 17–21)
- Zoé De Grand Maison – Motive
  - Laine MacNeil – Strange Empire
  - Chanel Marriott – Hawaii Five-0

### Beste Gastdarstellerin in einer Fernsehserie (Alter 14–16)
- Johnnie Ladd – Melissa & Joey
  - Ava Allan – The Middle
  - Katherine Evans – Intruders – Die Eindringlinge (Intruders)
  - Jessica Lonardo – Swamp Murders
  - Emily Robinson – Scorpion

### Bester Gastdarsteller in einer Fernsehserie (Alter 11–13)
- Rio Mangini – Meine Schwester Charlie (Good Luck Charlie)
  - Nick Cuthbertson – Mr. D
  - Justin Ellings – CSI Vegas (CSI: Crime Scene Investigation)
  - John Paul Ruttan – Saving Hope

### Beste Gastdarstellerin in einer Fernsehserie (Alter 11–13)
- Olivia Steele-Falconer – R. L. Stine’s The Haunting Hour (The Haunting Hour: The Series)
  - Ella Ballentine – Reign – The CW
  - Julia Lalonde – Heartland – Paradies für Pferde (Heartland)

### Bester Gastdarsteller in einer Fernsehserie (unter 10)
- Albert Tsai – Benched
  - Thomas Barbusca – Friends with Better Lives
  - Shannon Brown – Extant
  - Samuel Faraci – Hannibal
  - Jack Fulton – Saving Hope
  - Zachary Haven – My Haunted House

### Beste Gastdarstellerin in einer Fernsehserie (unter 10)
- Layla Crawford – True Blood
- Afra Sophia Tully – Legit – FX
  - Michela Luci – Odd Squad – Junge Agenten retten die Wel (Odd Squad)
  - Morgan McGarry – Detective Laura Diamond (The Mysteries of Laura)
  - Jaeda Lily Miller – Die Spielzeugfabrik (Some Assembly Required)

### Bester wiederkehrender Darsteller in einer Fernsehserie  (Alter: 17–21)
- Brock Ciarlelli – The Middle
  - Connor Beardmore – The Killing
  - Daniel Polo – The Bridge – America (The Bridge)
  - Richard Walters – Degrassi: The Next Generation

### Beste wiederkehrende Darstellerin in einer Fernsehserie  (Alter: 17–21)
- Frédérique Dufort – Unité 9
  - Jaylen Barron –  Meine Schwester Charlie (Good Luck Charlie)
  - Kiersey Clemons – Transparent
  - Zoé De Grand Maison – Orphan Black
  - Kelly Heyer – Raising Hope

### Bester wiederkehrender Darsteller in einer Fernsehserie
- Sean Michael Kyer – Janette Oke: Die Coal Valley Saga (When Calls the Heart)
  - Jaden Betts – Scandal
  - Brendan Heard – Odd Squad – Junge Agenten retten die Wel (Odd Squad)
  - Matt Tolton – Mr. D
  - Robbie Tucker – See Dad Run
  - Tai Urban – Shameless

### Beste wiederkehrende Darstellerin in einer Fernsehserie (Alter: 14–16)
- Emily Robinson – Transparent
  - Brielle Barbusca – Scandal
  - Katherine Evans – The Killing
  - Ally Ioannides – Parenthood
  - Danika Yarosh – Shameless

### Beste wiederkehrende Darstellerin in einer Fernsehserie (Alter: 11–13)
- Stephanie Katherine Grant – Die Goldbergs (The Goldbergs)
  - Lizzie Boys – Janette Oke: Die Coal Valley Saga (When Calls the Heart)
  - Julia Lalonde – Odd Squad – Junge Agenten retten die Wel (Odd Squad)
  - Katelyn Mager – Janette Oke: Die Coal Valley Saga (When Calls the Heart)
  - Kassidy Mattera – Mr. D

### Bester wiederkehrender Darsteller in einer Fernsehserie (Alter unter 10)
- Thomas Barbusca – Grey’s Anatomy
  - Christian Distefano – Odd Squad – Junge Agenten retten die Wel (Odd Squad)
  - Armani Jackson – Grey’s Anatomy

### Beste wiederkehrende Darstellerin in einer Fernsehserie (Alter unter 10)
- Peyton Kennedy – Odd Squad – Junge Agenten retten die Wel (Odd Squad)
- Mamie Laverock – Janette Oke: Die Coal Valley Saga (When Calls the Heart)
- Sunnie Pelant – Bones – Die Knochenjägerin (Bones)
  - Siena Agudong – Killer Women
  - Isabella Kai Rice – True Blood
  - Gracyn Shinyei – Janette Oke: Die Coal Valley Saga (When Calls the Heart)

### Bestes Ensemble in einer Fernsehserie
- Adrianna Di Liello, Jadiel Dowlin, Addison Holley – Annedroids
  - Rowan Blanchard, Sabrina Carpenter, August Maturo, Peyton Meyer – Girl Meets World – Disney Channel
  - Dalila Bela, Millie Davis, Filip Geljo, Sean Michael Kyer – Odd Squad – Junge Agenten retten die Wel (Odd Squad)

## Beste Synchronisation

### Bester Synchronsprecher
- Stuart Allan – Son of Batman
  - Jaden Betts – Doc McStuffins, Spielzeugärztin (Doc McStuffins)
  - Joshua Carlon – Sofia die Erste – Auf einmal Prinzessin (Sofia the First)
  - Valin Shinyei – Frozen in Time
  - Alex Thorne – PAW Patrol

### Beste Synchronsprecherin
- Lilly Bartlam – PAW Patrol
  - Amariah Faulkner – Creative Galaxy
  - Bailey Gambertoglio – Bubble Guppies
  - Sarah Sheppard – Doki
  - Berkley Silverman – PAW Patrol
  - Brooke Wolloff – Tumble Leaf

### Bester Synchronsprecher (unter 10 Jahren)
- Devan Cohen – PAW Patrol
- Christopher Downs – Tumble Leaf
  - Max Calinescu – PAW Patrol
  - Christian Distefano – PAW Patrol
  - Zac McDowell – Tumble Leaf
  - Jaxon Mercey – Daniel Tiger’s Neighborhood

## Webserien

### Bester Darsteller in einer Webserie
- Austin James Wolff – Dead Souls
  - Jack Fulton – Hemlock Grove
  - William Leon – Camouflage
  - Zach Louis – Camp Abercorn

### Beste Darstellerin in einer Webserie
- Jessica Mikayla Adams – Reel Kids
  - Sage Boatright – Boozy Mom
  - Isabelle Dubroy – Microchip Jones
  - Elise Luthman – Beachwood Charter
  - Kayla Servi – Comet
  - Shae Smolik – Microchip Jones

## Theater

### Bester Theaterdarsteller
- Alexander Davis – A Christmas Story – Neptune Theatre, Halifax
  - Robin de Zwart – Chitty Chitty – Island Discovery Theatre, Vancouver
  - Graham Verchere – Mary Poppins – Stanley Theatre, Vancouver
  - Toby Verchere – The Old Curiosity Shop – Jericho Arts Centre, Vancouver

### Beste Theaterdarstellerin
- Lily Killam – Les Misérables – Chemainus Theatre, B.C. Canada
  - Alora Killam – My Fair Lady – South Island Musical Theatre, B.C. Canada
  - Jeri Leader – Seussical The Musical – Lower Ossington Theatre, Toronto

## Special awards

### Maureen Dragone Scholarship Award
- Actors for Autism

### Jackie Coogan Award
- Nellee Holmes (HFPA)

### Mickey Rooney Award – Lifetime Achievement
- Rider Strong – Shawn Hunter aus Boy Meets World

### Social Relations of Knowledge Institute Award
- Cosmos: A Spacetime Odyssey mit Neil deGrasse Tyson – FOX & National Geographic